# Pediobius aeneus
Pediobius aeneus  (лат.) — вид паразитических наездников рода Pediobius из семейства Eulophidae (Chalcidoidea) отряда перепончатокрылые насекомые. Австралия, Квинсленд. Длина 1,65 мм. Переднеспинка с шейкой, отграниченной килем (поперечным гребнем). Щит среднеспинки с развитыми изогнутыми парапсидальными бороздками. Предположительно паразиты насекомых. Первоначально вид был описан под названием Pseudacrias aeneus  Girault, 1913, а в 1988 году включён в состав рода Pediobius.